# Hampden (Massachusetts)
Hampden è un comune degli Stati Uniti d'America facente parte della contea omonima nello stato del Massachusetts.